# Старий Рів
Стари́й Рів — річка в Україні, у межах Шептицького району Львівської області. Ліва притока Стиру (басейн Дніпра).

## Опис
Довжина 17 км, площа басейну 73 км². Річище слабозвивисте, на значній протяжності випрямлене і каналізоване; заплава широка, в багатьох місцях заболочена.

## Розташування
Старий Рів бере початок на північ від села Руденко. Тече на схід (частково на південний захід). Впадає до Стиру на південь від села Щуровичі. 
Над річкою розташовані села: Руденко, Кустин, Батиїв,  Новоставці, Березівка. 
- У верхній течії річка має назву Рудка.